# Agromyza albitarsis
Agromyza albitarsis is een vliegensoort uit de familie van de mineervliegen (Agromyzidae). De wetenschappelijke naam van de soort is voor het eerst geldig gepubliceerd in 1830 door Meigen.

## waardplanten
Het mineert de volgende planten:
- Populus alba
- Populus balsamifera
- Populus x canadensis
- Populus x canescens
- Popullus carolinensis
- Popullus nigra
- Popullus simonii
- Popullus tremula
- Popullus tremuloides
- Popullus trichocarpa
- Salix alba
- Salix alba x fragilis
- Salix purpurea
- Salix repens
- Salix triandra